# Léo Sauvage
 (décembre 2023).
Si vous disposez d'ouvrages ou d'articles de référence ou si vous connaissez des sites web de qualité traitant du thème abordé ici, merci de compléter l'article en donnant les références utiles à sa vérifiabilité et en les liant à la section « Notes et références ».
Léopold Smotriez, dit Léo Sauvage, est un journaliste et écrivain français, spécialiste des États-Unis, né  le 23 février 1913 à Mannheim et mort le 30 octobre 1988 à New York.

## Biographie
Il est né à Mannheim puis sa famille s'installe à Nancy. Il poursuit d'abord des études de droit à la Sorbonne, et devient critique dramatique au Peuple à la veille de la Seconde Guerre mondiale. Il monte ensuite à Marseille une troupe de théâtre qui raille le régime de Vichy et écrit dans Libération, le Patriote (journal de Saint-Étienne), Le Mot d'Ordre publié à Marseille. Son fils Pierre naît dans la commune du Chambon-sur-Lignon en 1944 alors qu'il s'y cache. 
À la Libération, il est critique de cinéma à Franc-Tireur et publie également un hebdomadaire intitulé La Rue (titre repris à Jules Vallès) qui connaît des difficultés matérielles mais auquel participent notamment Boris Vian, Jacques Prévert, Georges Ribemont-Dessaignes, Alexandre Breffort... 
Il émigre finalement en avril 1948 aux États-Unis où il est employé par l'Agence France-Presse. En 1959, il est le premier reporter européen à arriver à Cuba après la chute de Batista. Il est notamment correspondant du Figaro aux États-Unis de 1950 à 1975, année où le journal est racheté par Robert Hersant.
Après l'assassinat de John Fitzgerald Kennedy, il conteste le rapport de la Commission Warren concluant à la culpabilité de Lee Harvey Oswald : son argumentation se base sur l'absence totale de preuves contre le prévenu et la présence dans l'exposé de la commission d'éléments l'innocentant (des éloges de Kennedy par Oswald, la veille même de l'assassinat du président). Il conclut ainsi son ouvrage, L'Affaire Oswald, en janvier 1965 : « je dirai qu'il est logiquement insoutenable, juridiquement indéfendable et moralement inadmissible d'affirmer que Lee Harvey Oswald était l'assassin du président Kennedy ». 
Il est ensuite critique pour The New Leader. 
Sauvage publie en 1983 Les Américains : enquête sur un mythe, gros recueil d'anecdotes couvrant son expérience étatsunienne de la fin de la guerre à l'arrivée du président Reagan où il essaye de dresser un portrait du peuple américain en traitant de leur rapport à l'argent, au travail, à la religion, à l'alimentation, à la culture, aux médias, à la démocratie, à leur pays, au reste du monde... et en dépassant les idées reçues qu'ont les Européens. 
Il se marie avec Barbara Suchowolska, avec laquelle il a trois enfants, Pierre, Michel et Marianne. Il est par ailleurs l'oncle de Samuel Pisar.
Il meurt le 30 octobre 1988 à son domicile de New York. 

## Publications (sélection)
- Autopsie du castrisme, Flammarion, 1962.
- L'Affaire Oswald, éditions de Minuit, 1965.
- Voyages en Onusie, Grasset, 1968.
- Le Cas Guevara, La Table Ronde, 1971.
- L'Énigme Nixon, comment en est-on arrivé-là...?, Elsevier, 1975.
- Les Américains - Enquête sur un mythe, Éditions Marabout, 1984.
- L'Affaire Lumière. Du mythe à l'histoire, enquête sur les origines du cinéma, Lherminier, 1985.
- Les États-Unis face à l'Amérique centrale, Balland, 1989.